# Isidore Clut
Isidore Clut (Saint-Rambert-d'Albon, 11 février 1832-Mission Saint-Bernard, 9 juillet 1903) est un missionnaire, évêque et explorateur français.

## Biographie
Fils de Nicolas Clut et d'Elizabeth Guilhermet, il est baptisé le 12 février, lendemain de sa naissance, à Saint-Rambert. Son frère Charles est alors son parrain et la sœur Marie, sa marraine. Il fait sa première communion à Saint-Rambert le 21 décembre 1842. 
Son cousin Eugène Petit, instituteur, et le curé de Saint-Rambert, monsieur Chaumont, lui apprennent le latin (1847). Le 18 octobre 1848, il entre au Petit séminaire Notre-Dame à Valence et est confirmé par l'évêque de Valence, Monseigneur Chatrousse. Il devient aussi membre de la Congrégation de l'Immaculée Conception et rapidement y occupe plusieurs charges : zélateur, sacristain, trésorier.
Novice chez les Oblats de Marie-Immaculée (3 décembre 1853), il prend l'habit le 7 décembre. Il fait ses premiers vœux perpétuels au scolasticat de Montolivet (8 décembre 1854) et reçoit la tonsure le 8 juin 1856 dans la chapelle privée du fondateur de la congrégation, Eugène de Mazenod, qui le convainc de se consacrer aux missions du Canada. 
Il part ainsi de Liverpool pour Québec, le 3 juin 1857 à bord du North American et arrive à Québec le 14 juin. Le 29 juin, Alexandre Taché le fait sous-diacre à Saint-Pierre de Montréal avant de rejoindre Saint-Boniface avec le Père Laurent Lefloch et les frères Sallace et Perréard. Monseigneur Taché le fait diacre le 29 novembre dans l'église de Saint-Norbert. Ordonné prêtre le 20 décembre 1857 par Monseigneur Taché, il gagne, avec le frère Kearney, la mission de la Nativité sur le lac Athabasca (4 juin 1858) sur les barges de la Compagnie de la Baie d'Hudson. 
Avec le Père Kearney, il part sur une barge de la Compagnie de la baie d'Hudson, remonte le lac Winnipeg et la rivière Saskatchewan jusqu'à la séparation des eaux de la baie d'Hudson de celles qui vont vers l'océan arctique, le grand portage de Portage La Loche. Il descend ensuite la rivière Athabaska jusqu'à la mission de La Nativité à Fort Chipewyan, fondée par le Père Henri Faraud, qu'il atteint le 7 août.
Faraud forme les pères Kearney et Clut à leurs taches et leur apprend les langues indiennes. En mars-avril 1859, Isidore Clut entreprend sa première expédition en raquettes chez les Mangeurs de Caribou du Fond-du-Lac alors que Kearney rejoint fort Good Hope. 
En 1861, le Père Faraud, malade, quitte la mission. Clut en devient ainsi l'unique résident. En 1862, il est rejoint par le Père Émile Grouard. 
En décembre 1865, il se rend à la Providence sur le Grand lac des Esclaves où on lui apprend sa nomination à l'épiscopat comme évêque auxiliaire de Faraud. Il ne renonce pas pour autant à ses expéditions et dès 1868, remonte la rivière de la Paix jusqu'à Fort Vermilion sur une légère embarcation.   
De retour en Europe en 1869, il y rencontre le pape, assiste à l'ouverture du concile du Vatican, revoit sa famille et récolte des fonds pour pouvoir poursuivre ses œuvres au Canada. 

Vicariat apostolique du Nord-Ouest du Canada.
Lieux fréquentés par Isidore Clut.

Parti de Brest le 9 avril 1870, il arrive à New York le 20 et rejoint Saint-Boniface par Chicago, Saint-Paul et la rivière Rouge. Par la nouvelle route de la Prairie, il gagne le lac de la Biche où il retrouve, à Notre-Dame-des-Victoires (en), Mgr Faraud. Il atteint la mission de La Nativité le 9 octobre en passant par Fort McMurray. 
Immédiatement, il part pour rejoindre Fort Resolution et descend ainsi la rivière des Esclaves. Le 27 novembre, il gagne Fort Providence après avoir subi une tempête sur le Grand Lac des Esclaves. 
En 1872, il se lance à l'assaut des rivages de la mer de Béring. Parti de La Nativité le 30 août, il arrive le 11 septembre à fort Good Hope puis repart le 14 jusqu'au confluent de la rivière Peel avec le Mackenzie. Il remonte ensuite la Peel et atteint Fort McPherson. Le 13 octobre, il gagne Fort Yukon par la rivière Porc-Épic où il passe l'hiver mais ne parvient pas à y convertir les Loucheux et les Inuits. 
Le 15 mai 1873, par le Yukon, il arrive à Nuklukayet puis à Nulato et atteint la mer de Béring le 19 juin dans la baie de Pastol. Il en repart le 1er juillet pour faire le chemin inverse. 
De retour au lac de la Biche (août 1874), il visite Fort Vermilion en 1875 puis Fort Simpson en 1876 et la mission des Liard.
Il revient quelque temps en France puis, en 1880, se rend à Fort Rae au cœur des Flancs de Chien et des Couteaux-Jaunes. Installé à la Providence dès 1882, il voyage de nouveau à Good Hope en 1885 mais, malade, est contraint d'être hospitalisé à Montréal. En 1889, il part se faire soigner en France mais revient rapidement en Athabaska pour y poursuivre sa mission. 
Demeurant à la mission Saint-Bernard sur le Petit lac des Esclaves, il y meurt le 9 juillet 1903.